# Экспедиция русского флота к берегам Северной Америки (1876—1877)
Экспедиция российского флота к берегам Северной Америки 1876—1877 годов или Вторая американская экспедиция — общепринятый термин действий военного флота Российской империи у берегов Северо-Американских Соединённых Штатов во время обострения отношений между Россией и Великобританией после антитурецких выступлений на Балканах и перед Русско-турецкой войной 1877—1878 годов.

## Предпосылки Экспедиции

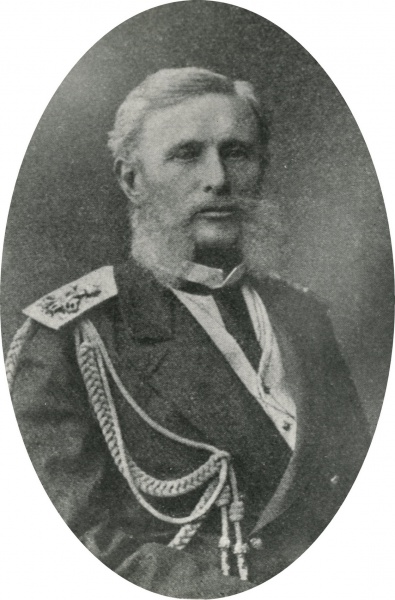
И. И. Бутаков

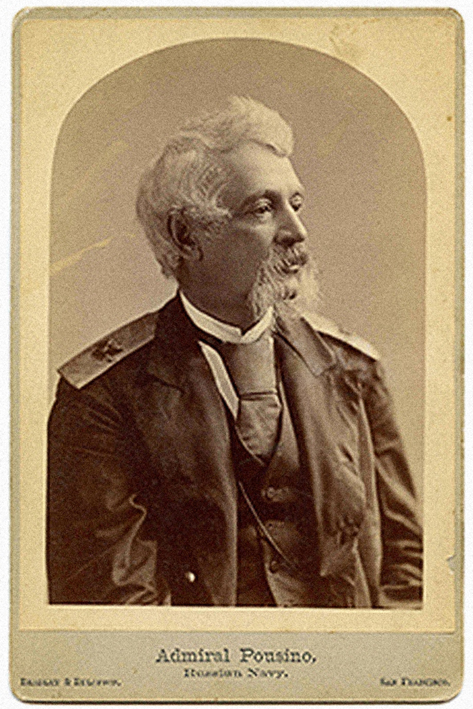
О. П. Пузино

В 1870 годах против гнёта турок развернулось движение славянских народов на Балканах. В 1875 году при поддержке болгаров, сербов и черногорцев вспыхнуло восстание в Боснии и Герцеговине. Это восстание было подавлено турками, учинившими жестокую расправу над повстанцами, что вызвало новую волну национально-освободительных действий. Обстановка на Балканах продолжила накаляться и в 1876 году вспыхнуло восстание в Болгарии, поддержанное Российским правительством. Но и это восстание было жестоко подавлено турецкими войсками, учинившими массовые убийства мирного населения, в особенности свирепствовали нерегулярные части, названные башибузуки. Русское правительство, рассматривая Балканы, как сферу своего влияния, неоднократно предлагало Турции свои услуги по урегулированию взаимоотношений с Болгарией, Боснией, Сербией и Черногорией.
В это время, из-за поддержки Россией антитурецкого восстания в Болгарии, стали ухудшаться отношения между Россией и Великобританией. При возможном начале боевых действий Великобритании против России, император Александр II утвердил предложение Морского ведомства о создании отдельного отряда судов из Средиземноморской эскадры контр-адмирала И. И. Бутакова и кораблей Балтийского флота для операций на морском театре действий. После развёртывания отдельного отряда в европейских водах, появилась опасность, что корабли могут стать лёгкой добычей для Британского флота, так как не все корабли были технически готовыми к активным крейсерским и боевым действиям (фрегаты «Петропавловск» и «Генерал-адмирал»), а новые корабли, назначенные в отряд, находились в достройке (броненосец «Пётр Великий», броненосные фрегаты «Герцог Эдинбургский» и «Минин»). Поэтому руководство Морского министерства изменило план и решило повторить экспедицию русского флота к берегам Северной Америки 1863—1864 годов, направив боеспособные корабли И. И. Бутакова в атлантические порты, а корабли из эскадры Тихого океана и Сибирской флотилии под командованием контр-адмирала О. П. Пузино в тихоокеанские порты Северо-Американских Соединённых Штатов.
При разрыве отношений с Великобританией и началом открытой агрессии против России обе эскадры должны были приступить к крейсерским операциям на морских коммуникациях Великобритании. Но план крейсерской войны, разработанный ещё контр-адмиралом С. С. Лесовским во время первой экспедиции русского флота к берегам Северной Америки, реализовать оказалось весьма затруднительно, так как в Морском министерстве его просто не нашлось. Пришлось отправить шифрованную телеграмму послу в САСШ Шишкину с вопросом: «Не осталось ли в архивах русского посольства некоторых следов от того плана, который был разработан на эскадре в 1863 году?». Посол переадресовал этот вопрос как раз находившемуся в это время в Филадельфии адъютанту Великого князя Константина Николаевича Л. П. Семечкину, который в чине лейтенанта являлся флаг-офицером у контр-адмирала С. С. Лесовского, и являлся участником разработки данного плана. Л. П. Семечкин составил подробную докладную записку и направил её в Морское министерство. На основе этой докладной записки был разработан план для Атлантической эскадры. Собственный план действий для Тихоокеанской эскадры разработал контр-адмирал О. П. Пузино.

## Состав Экспедиции
Атлантическая эскадра контр-адмирала И. И. Бутакова:
- Фрегат «Светлана» (капитан 1-го ранга великий князь Алексей Александрович) — флагман
- Корвет «Аскольд» (капитан 2-го ранга П. П. Тыртов)
- Корвет «Богатырь»
- Клипер «Крейсер» (капитан-лейтенант К. Н. Назимов)

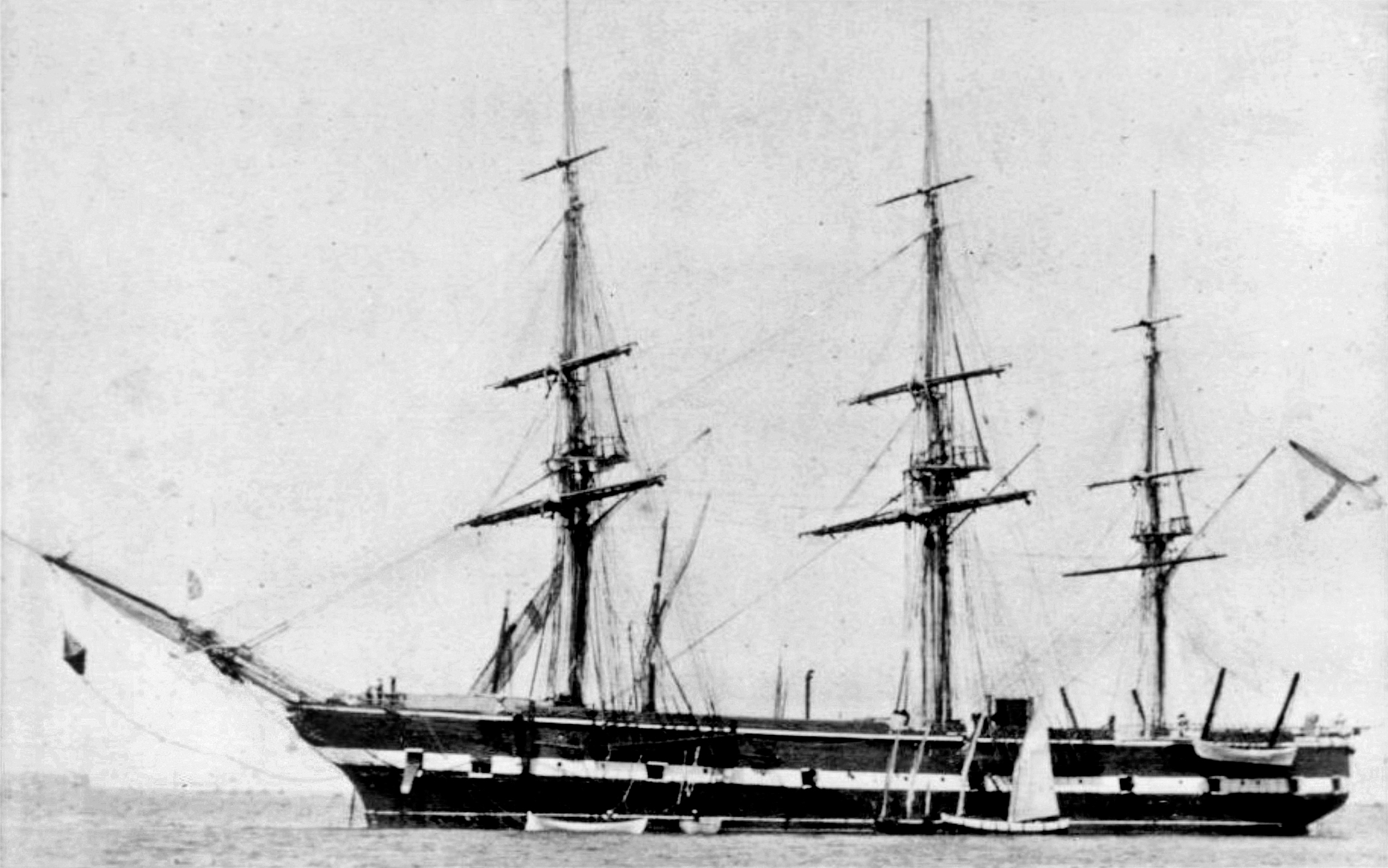
Фрегат «Светлана»
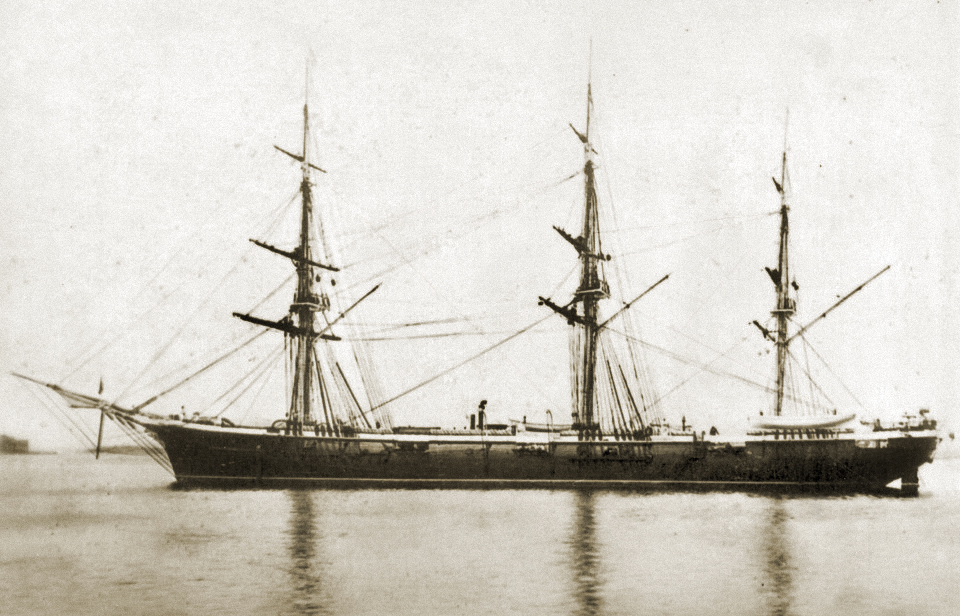
Корвет «Аскольд»
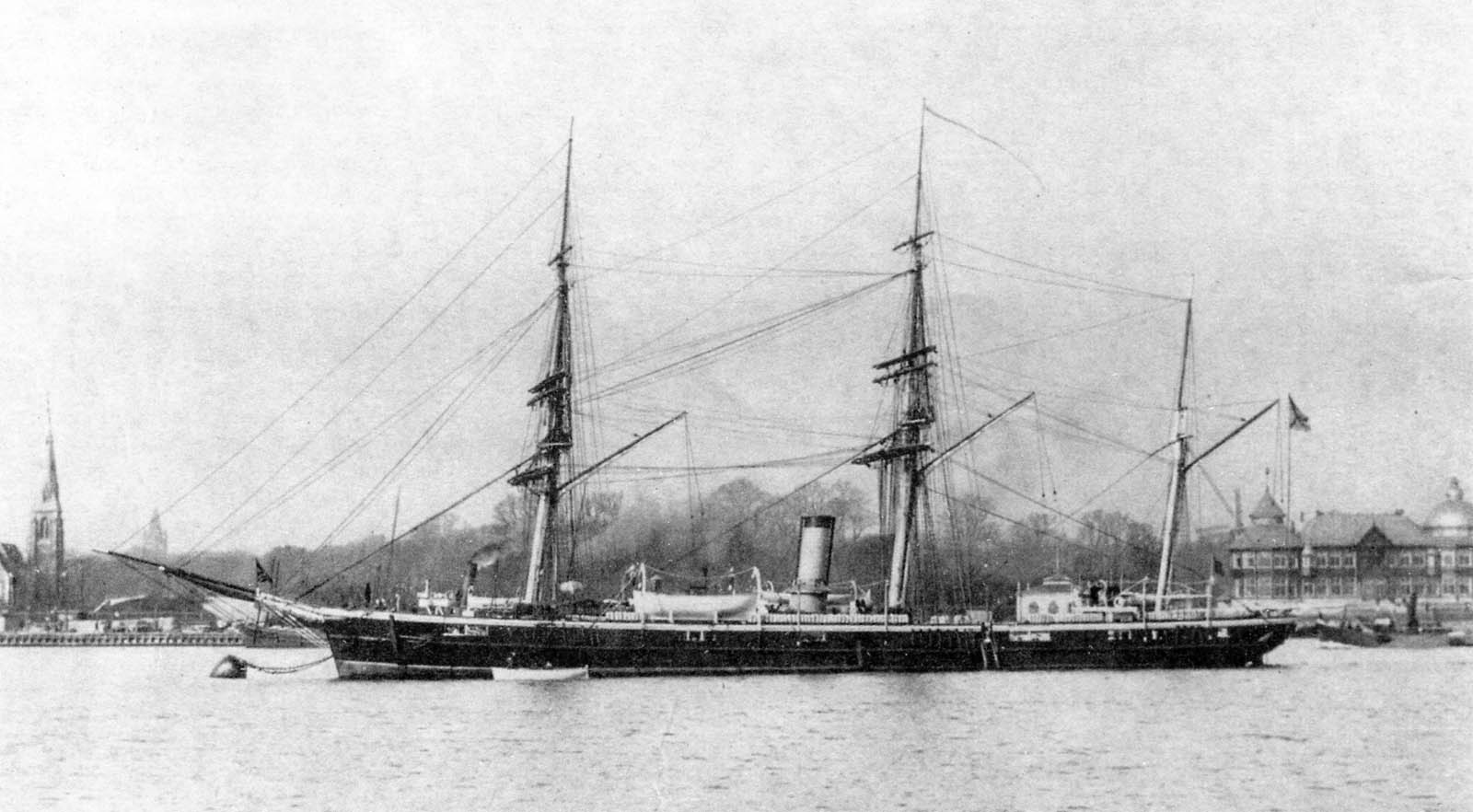
Клипер «Крейсер»

Тихоокеанская эскадра контр-адмирала О. П. Пузино:
- Корвет «Баян» (капитан-лейтенант Р. Р. Бойль) — флагман
- Клипер «Всадник» (капитан 2-го ранга А. П. Новосильский)
- Клипер «Гайдамак» (капитан-лейтенант С. П. Тыртов)
- Клипер «Абрек»
- Канонерская лодка «Горностай» (капитан-лейтенант В. А. Терентьев)
- Транспорт «Японец» (капитан-лейтенант А. А. Остолопов)
- Шхуна «Тунгус» (капитан-лейтенант В. Ф. Ивашинцов)
- Шхуна «Ермак» (лейтенант Б. К. Де Ливрон)
- Шхуна «Восток» (лейтенант О. В. Старк)

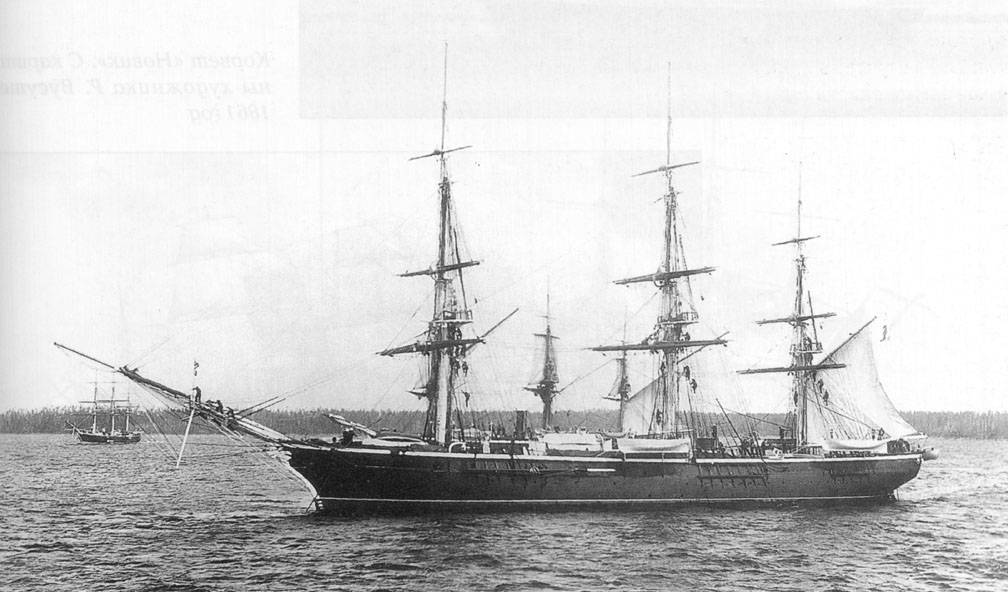
Корвет «Баян»
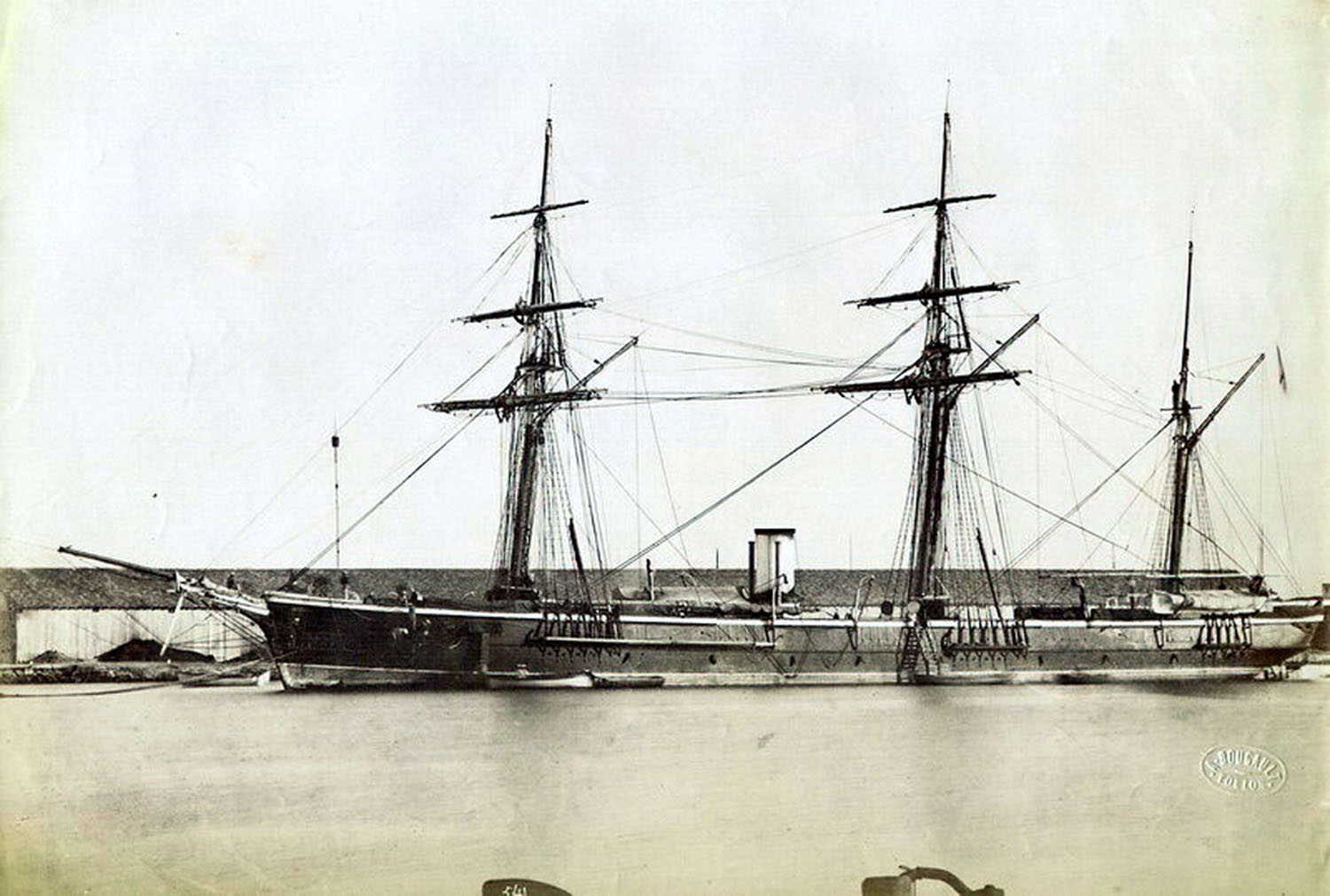
Клипер «Всадник»
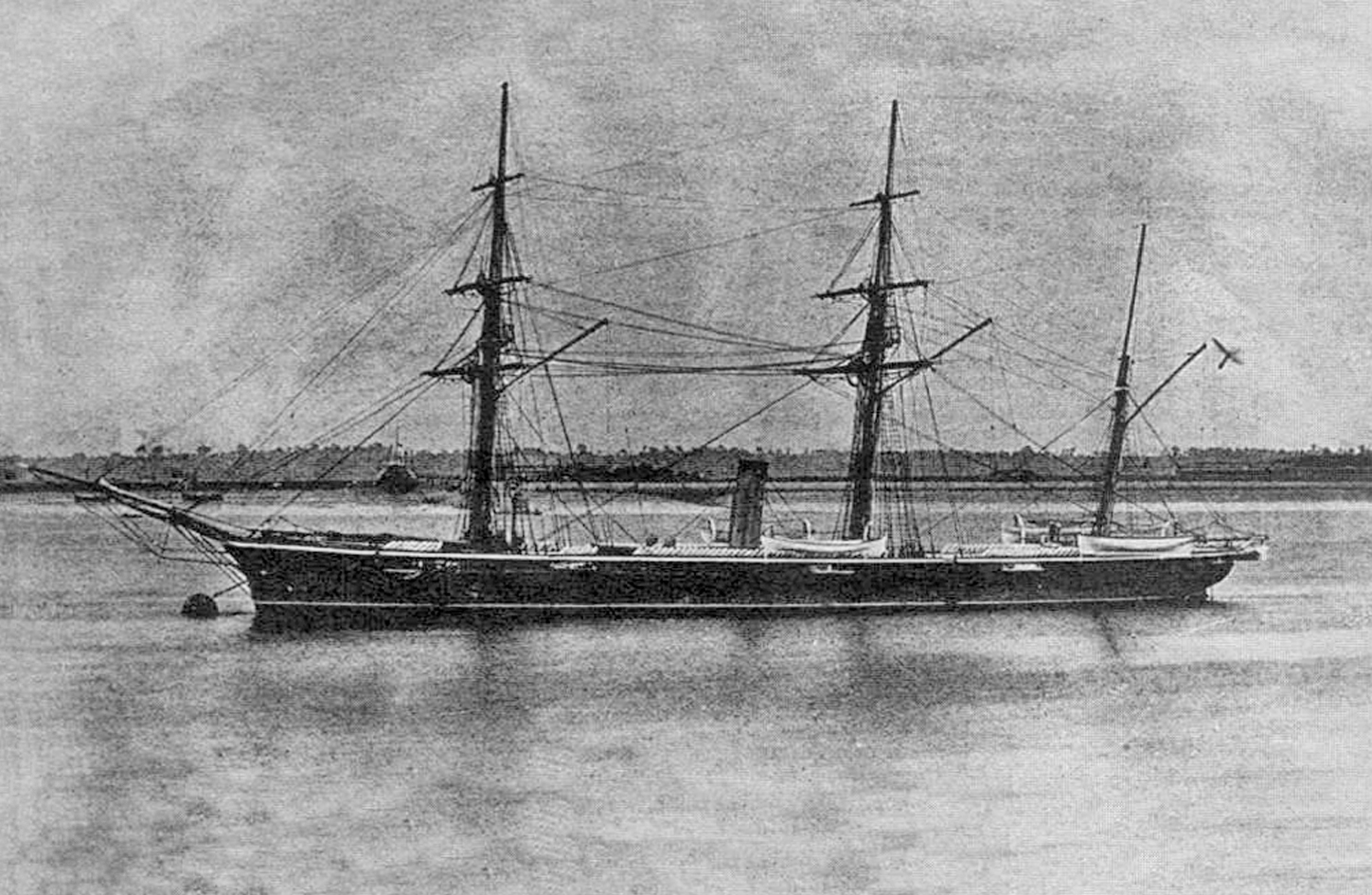
Клипер «Гайдамак»
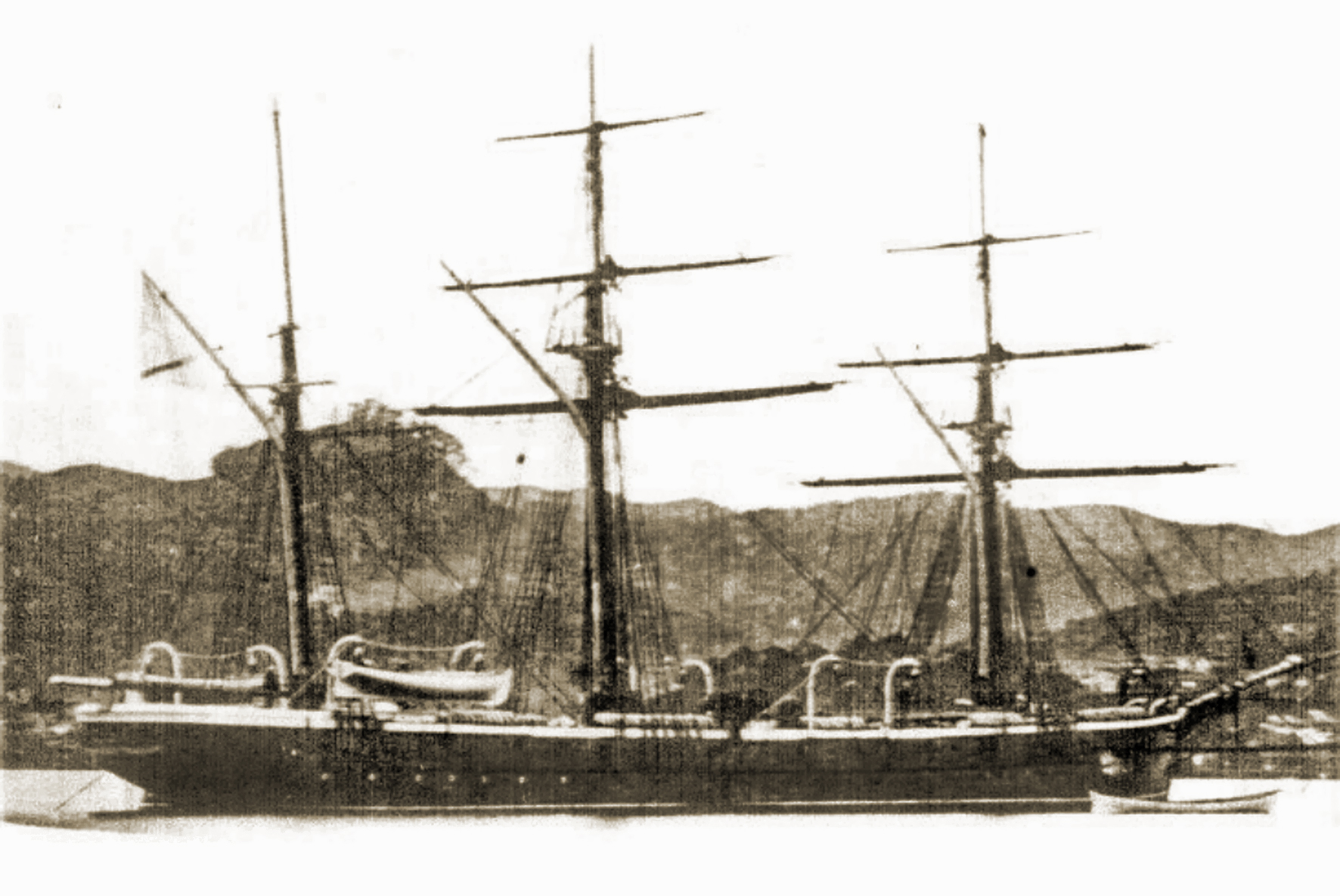
Клипер «Абрек»
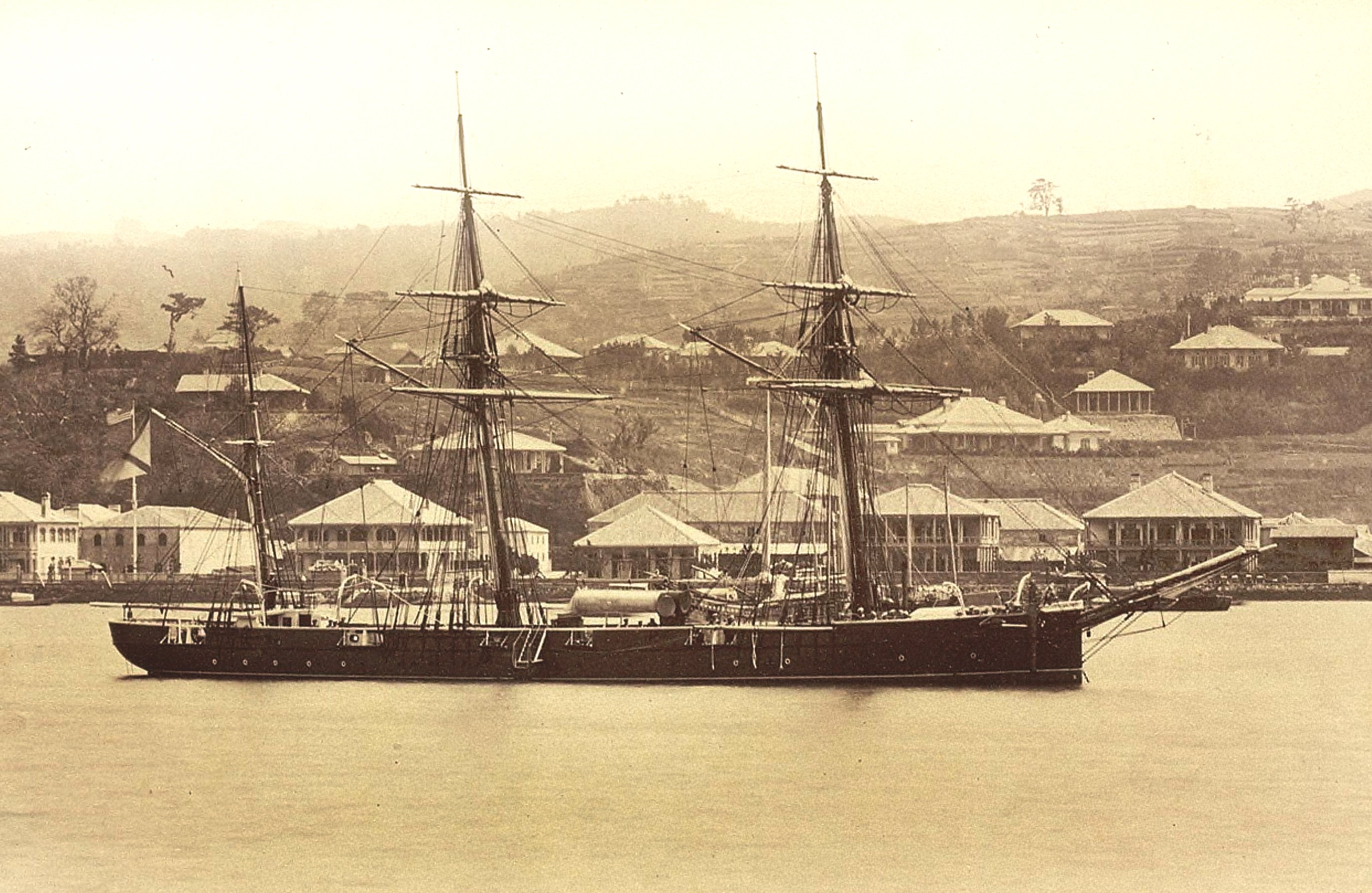
Канонерская лодка «Горностай»
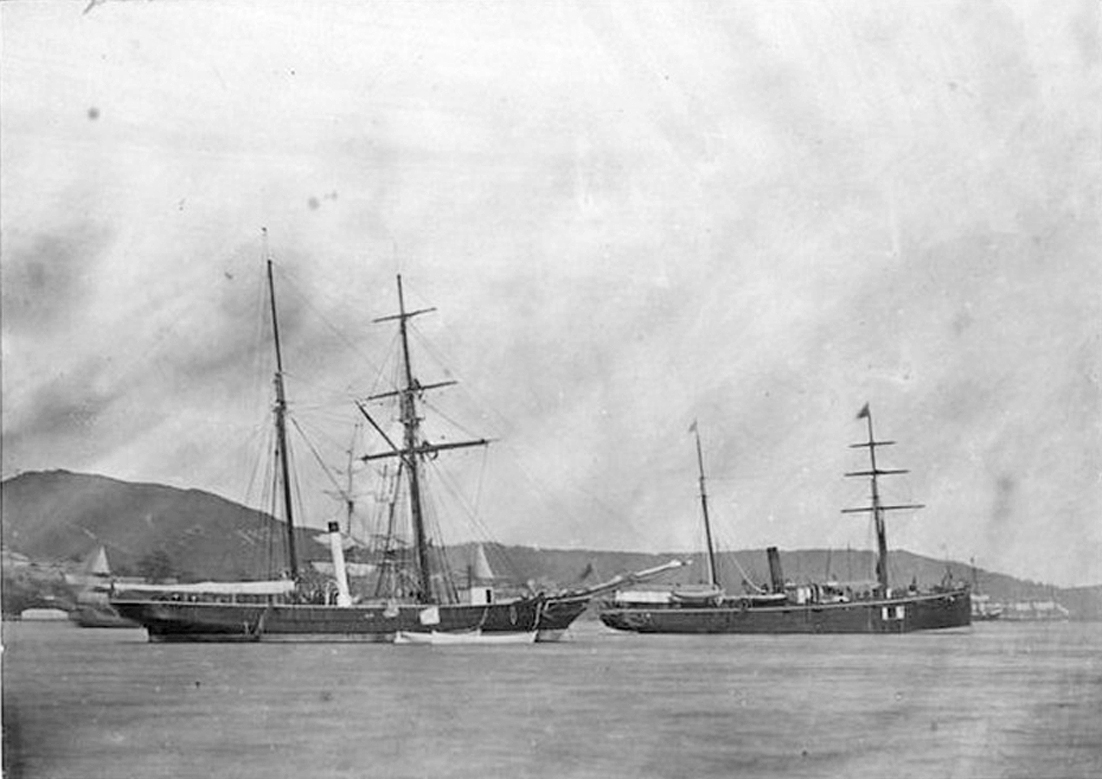
Шхуна «Восток»

Интересно что, И. И. Бутаков уже участвовал в Первой американской экспедиции, в то время в чине капитана 1-го ранга он командовал фрегатом «Ослябя» в составе Атлантической эскадры. Также в Первой американской экспедиции участвовали П. П. Тыртов на фрегате «Ослябя», С. П. Тыртов на корвете «Новик» и К. Н. Назимов на клипере «Гадамак». В первой экспедиции участвовали и корабли — в составе Тихоокеанской эскадры контр-адмирала А. А. Попова находились корвет «Богатырь» и клипера «Гайдамак» и «Абрек».

## Проведение Экспедиции

### Атлантическая эскадра
12 октября контр-адмирал И. И. Бутаков получил приказание завершить текущие дела и снарядить корабли Средиземноморской эскадры всем необходимым для продолжительного плавания, за исключением судов из состава Черноморского флота и фрегата «Петропавловск», признанного ненадёжным для дальних походов. Назначенные корабли, за исключением фрегата «Светлана» перешли для подготовки в Генуя. 16 октября «Светлана» прибыл в Неаполь. 22 октября сюда прибыли «Крейсер» и «Богатырь», этой же ночью «Богатырь» убыл обратно в Генуя, а затем вернулся в Неаполь. Из Неаполя, приняв полные запасы по нормам военного времени, корабли начали уходить в порты Северо-Американских штатов (САСШ). 11 октября «Светлана» отправилась первой через Мадейру. 20 ноября ушёл «Аскольд».
27 декабря в Чарльстон прибыл «Богатырь», а 31 декабря в Хамптон пришёл флагманский фрегат «Светлана». В канун нового 1877 года по православному календарю корабли сосредоточились на Норфолкском рейде. Русские корабли были тепло встречены американской общественностью. 12 января 1877 года в Чарльстон пришёл «Аскольд» и после небольшой стоянки отправился к Норфолку. В конце января в честь русских моряков общество морских офицеров Норфолка устроило большой обед и бал. Позже, великий князь Алексей Александрович дал ответный приём на борту фрегата «Светлана», на который пригласил, как общество морских офицеров, так и местные власти и общественность города. 4 февраля в Нью-Йорк пришёл «Крейсер», откуда перешёл в Филадельфию, где 3 марта его поставили в док завода «Вильям Крамп и сыновья» для исправлений. Оставшиеся корабли собрались на Хемптонском рейде, где 8—9 марта прошёл парад американских и русских кораблей в честь 15-летней годовщины победы броненосца USS Monitor в первом в истории бое двух броненосных кораблей. В марте 1877 года корабли сосредоточились на рейде Нью-Йорка. 5 апреля в Вашингтоне бывший президент САСШ Улисс Грант принял великих князей Алексея Александровича и Константина Константиновича, а 7 апреля и вновь избранный президент Ратерфорд Хейз принял великих князей и российских офицеров в Белом доме, а позже в честь них, дал обед на котором присутствовали министры и высшие представители исполнительной власти Северо-Американских Соединенных Штатов.
29 апреля 1877 года эскадра была отозвана в Россию. «Светлана» пришла в Кронштадт 19 июля. «Крейсер» остался у американских берегов, совершив переход на Тихий океан, и со 2 февраля 1878 года нёс стационерную службу в Сан-Франциско. 11 июля, получив новое назначение — на Тихий океан, «Крейсер» отправился к Гавайским островам, после чего ушёл в Японию. 27 августа «Крейсер» прибыл на рейд Йокогамы, где был принят в отряд судов Тихого океана под командованием контр-адмирала барона О. Р. Штакельберга.

### Тихоокеанская эскадра

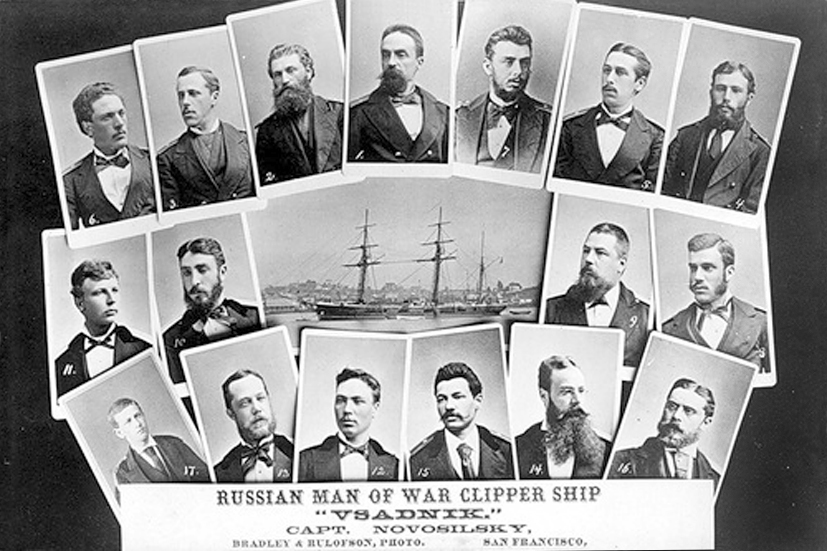
Офицеры винтового клипера «Всадник», Сан-Франциско

9 и 10 октября 1876 года были посланы телеграммы начальнику отряда судов в Тихом океане и главному командиру портов Восточного океана с приказом о формировании эскадры и отправки её в Сан-Франциско. Эскадра формировалась из состава отряда судов Тихого океана и Сибирской флотилии. Возглавил её контр-адмирал О. П. Пузино.

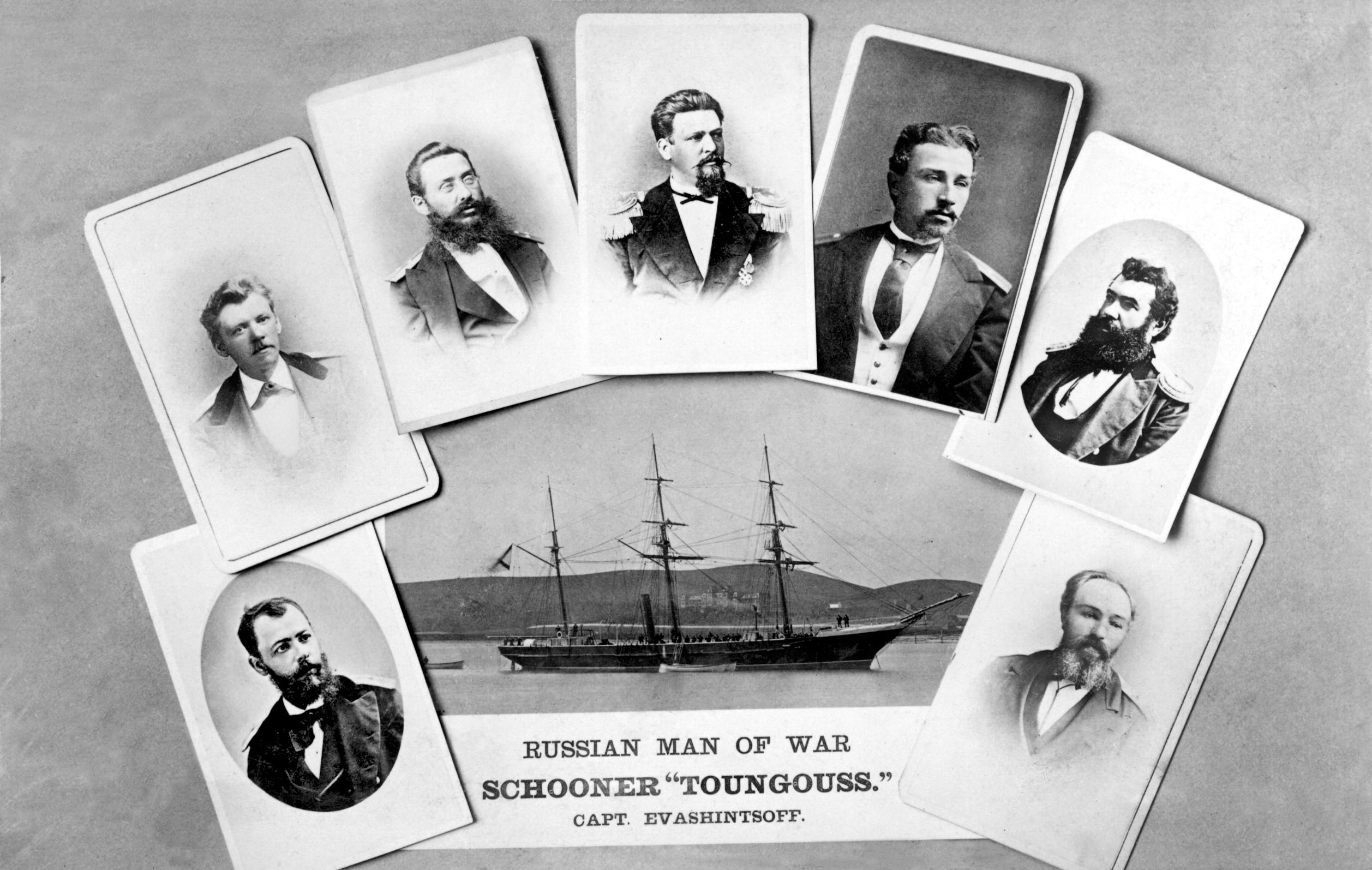
Офицеры шхуны «Тунгус», Сан-Франциско

К 15 октября клипера «Всадник» и «Абрек», шхуны «Тунгус», «Ермак» и «Восток» вышли из китайских и японских портов, и к 25 декабря соединились на рейде Сан-Франциско. Корвет «Баян», делавший переход на Дальний Восток России, 25 декабря 1876 года прибыл в Гонконг, где получил распоряжение следовать в Сан-Франциско для соединения с эскадрой. В начале 1877 года в САСШ прибыли канонерская лодка «Горностай», корвет «Баян» и транспорт «Японец».
О. П. Пузино разработал собственный план крейсерской воны и отослал соответствующую докладную записку управляющему Морским министерством. По плану, если боевые действия начнутся, то корабли в сопровождении одного транспорта с углем должны были начать бомбардировку Ванкувера, чтобы «нанести возможный вред неприятельским учреждениям и уничтожить встреченные там военные и купеческие суда». После бомбардировки, эскадра должна была отправиться к берегам Австралии и там разъединиться. Клипера уходили в крейсерство вдоль восточного и юго-восточного побережья, «Баян» и «Горностай» вдоль западного побережья, а транспорт и шхуны шли к берегам Новой Гвинеи, Маршаловым и Соломоновым островам для организации снабжения эскадры и складов.
30 апреля эскадра получила указания покинуть американские порты и вернуться к обычному несению службы. По пути во Владивосток, «Всадник», «Баян» и «Абрек» зашли в Гонолулу, и 20 мая покинули порт. 1 июля 1877 года корабли прибыли к месту назначения. И только в июле 1877 года американские воды покинул «Ермак».

## Результаты Экспедиции
Спешное формирование эскадр для действий на морских коммуникациях Великобритании и срочная их отправка, как отмечают некоторые историки, способствовало нормализации отношений между Россией и Великобританией уже к декабрю 1876 года, и последняя не пошла на открытый конфликт, заявив о своём невмешательстве. В январе 1877 года практически стало ясно о преодолении кризиса и докладные записки с планами действий были «положены под сукно» в Морском министерстве.
12 апреля 1877 года началась война Турции и России. Так как отношения между Россией и Великобританией на данном этапе не грозили перейти в открытое противостояние, то в конце апреля эскадры были отозваны в Россию. Тем самым, эскадры оставалась в САСШ около четырёх месяцев.
Атлантическая эскадра была расформирована ещё по заходу в Брест, для перегруппировки для действий в войне против Турции. Великий князь, сдав дела на корабле, поездом отправился в Петербург. Контр-адмирал И. И. Бутаков был назначен помощником начальника морской и береговой обороны Кронштадта.
Тихоокеанская эскадра по возвращении также была переформирована — «Баян» (флагман), «Всадник», «Абрек» и «Гайдамак» были включены в состав крейсерского отряда контр-адмирала О. Р. Штакельберга, а корабли из состава Сибирской флотилии вернулись к обычному несению службы.
В феврале 1877 года капитан-лейтенант Н. М. Баранов опубликовал статью в газете «Голос», в которой изложил своё сравнение воюющих стран имеющих и не имеющих развитую морскую торговлю, и оценивал страны не имеющие морские торговые пути как преимущество, так как отпадала необходимость защищать их «ахилессовой пятой наших морских противников являлись колонии, большая населенность берегов и широко развитая морская торговля, и не воспользоваться уязвимостью их было бы более чем преступлением».
В фонде императора Александра III находится докладная записка от 20 мая 1877 года в которой предлагается уничтожать броненосцы, прикрывающие иностранные коммерческие порты, при помощи «крейсеров-бомбардиров» с установленными нарезными мортирами с приборами А. П. Давыдова. В то время идея использования мортирного огня против такого типа кораблей считалась вполне реальной и была достаточно распространенной, ведь для вывода их из строя достаточно было одного точного навесного попадания. Мортиры с приборами А. П. Давыдова, благодаря их малому весу, предлагалась ставить на транспорта, коммерческие суда или быстроходные небольшие яхты, даже предлагалось использовать в качестве «крейсера-бомбардира» императорскую яхту «Ливадия». В то же время граф И. И. Воронцов-Дашков писал Великому князю Александру Александровичу: «Я верю, что прибор Давыдова сделает переворот во всех Европейских флотах».
Вторая американская экспедиция у историков вызвала меньшее внимание, чем первая, но её роль в истории взаимоотношений между Россией и Великобританией и в развитии теории крейсерской войны заслуживает большего рассмотрения.
Почти сразу же по окончании Второй экспедиция русского флота к берегам Северной Америки, начались события которые привели к организации Третьей экспедиция русского флота к берегам Северной Америки, которая началась 27 марта 1878 года. Россия усилилась на море, и были все предпосылки к воссозданию сильного Черноморского флота, а это не устраивало Великобританию. Ведь сохранение турками контроля за проливами Босфор и Дарданеллы устраивало их полностью. И Великобритания стала проводить политику подталкивания Турции к войне с Россией.
В январе — феврале 1877 года в Норфолке на местном кладбище были похоронены несколько моряков из команды фрегата «Светлана»: Арсений Брагин (матрос 2-й статьи, похоронен 5 января); Гавриил Вяхирев (матрос 2-й статьи; 25 лет, уроженец Нижегородской губ., на службе с 1875 г., умер от брюшного тифа 31 января 1877 года, похоронен 2 февраля); Захар Лебедев (матрос 1-й статьи, умер 19 февраля). 27 января 2017 года на местах захоронения состоялась торжественно-траурная церемония, посвященная памяти русских моряков.